# William Demby
William Demby (25 de dezembro de 1922 - 23 de maio de 2013) foi um escritor afro-americano, cujas obras incluem Beetlecreek (1950), The Catacombs (1965), Love Story Black (1978) e King Comus (publicado postumamente em novembro de 2017).

## Vida
William Demby nasceu em Pittsburgh, Pensilvânia, em 25 de dezembro de 1922, filho de William e Gertrude Demby. Ele foi criado ao lado de seis irmãos por sua mãe, que era professora, e seu pai, que trabalhava para uma empresa de gás natural. Sua família mais tarde mudou-se para Clarksburg, West Virginia. Ele estudou inglês brevemente na West Virginia State University com Margaret Walker, mas foi convocado para uma unidade de cavalaria afro-americana que foi enviada para o norte da África e Itália durante a Segunda Guerra Mundial . Durante o serviço militar, ele contribuiu para a publicação do Exército Stars and Stripes.
Após a guerra formou-se na Fisk University em Nashville, Tennessee, em 1947, onde o poeta Robert Hayden foi seu mentor. Nesse mesmo ano, mudou-se para Roma, Itália, onde estudou arte e história da arte na Universidade de Roma. Em 1953, casou-se com a escritora italiana Lucia Drudi, poetisa, romancista, tradutora e roteirista. Em 1955, o casal teve um filho, James Gabriele Demby, que compõe e ensina música na Itália. Lucia Drudi morreu em 1995.
Durante suas décadas morando em Roma, Demby trabalhou para muitos importantes diretores de cinema italianos, entre eles Federico Fellini, traduzindo roteiros e filmes italianos para o inglês. Foi assistente de direção de diálogos no filme Europa 51, de Roberto Rossellini, estrelado por Ingrid Bergman. Ele atuou no filme Anna's Sin, uma releitura de Otelo de Shakespeare ambientado na Roma dos anos 1950, cujo romance inter-racial termina feliz. Demby também escreveu para várias revistas americanas, incluindo The Reporter.
Na Itália, ele escreveu seu primeiro romance existencialista, Beetlecreek (1950), que se tornou uma de suas primeiras grandes obras. Em seguida, lançou um romance ainda mais experimental, The Catacombs (1965).
Mais tarde na vida, ele se reconectou com Barbara Morris, a quem conhecia desde seu tempo na Fisk University. Morris era um ex-advogado da NAACP, e os dois se casaram em 2004.
Demby começou a ensinar inglês em 1969 no College of Staten Island (CUNY), onde trabalhou até o final dos anos 1980. O terceiro romance de Demby, Love Story Black, foi publicado em 1978 por Reed, Cannon e Johnson. Demby voltou para a Itália com frequência, passando um tempo em Roma e em uma vila na Toscana, onde viveu por quase uma década, do final dos anos 1980 até o final dos anos 1990. Ele passou seus últimos anos em Sag Harbor, Nova York.
Em 2006, Demby foi homenageado com o Anisfield-Wolf Book Award pelo conjunto de sua obra.
Seu último romance, King Comus, foi concluído em 2007, mas permaneceu em forma de manuscrito na época da morte de Demby. Publicado postumamente em novembro de 2017 pela Ishmael Reed Publishing Company, foi designado "NOVEL REDESCOBERTO DO ANO" por Jeff Biggers no Huffington Post.
William Demby morreu em Sag Harbor, Long Island, Nova York, em 23 de maio de 2013, aos 90 anos

## Carreira
Livros
- Beetlecreek ( 1950)
  - Situado na Virgínia Ocidental, o romance segue as intrincadas relações raciais entre um homem branco idoso, um jovem adolescente negro envolvido em gangues e um artista em um relacionamento doentio.[1]
- As Catacumbas ( 1965)
  - Expandindo as fronteiras literárias dos autores negros, este romance semi-autobiográfico segue o personagem principal Bill Demby e sua experiência como autor vivendo em Roma.[1]
- História de amor negra ( 1978)
- Menino Azul (1980)
- King Comus, 2007 (publicado postumamente em novembro de 2017)

Filmes
Diretor assistente
- Europa '51 (1952)

Roteirista
- Comando (1962)
- O Olho da Agulha (1963)
  - Um advogado defende dois homens na Sicília acusados de estuprar uma jovem.
- Congo Vivo (1962)
  - Ambientada durante a revolução no Congo, a trama segue um jornalista italiano apaixonado pela esposa de um empresário belga.

Ator
- O pecado de Anna (1953)
- Sete Pecados Capitais, "L'invidia" (1952)
  - Uma co-produção franco-italiana que cobre os sete pecados capitais. Dois episódios da Itália e cinco da França, a série também aborda um oitavo pecado: o oitavo pecado desconhecido. A série é apresentada e às vezes narrada por um apresentador de carnaval chamado Gerald Philipe.

Tradutor
- L'occhio selvaggio (1967)